# Рябинин, Иван Гордеевич
Иван Гордеевич Рябинин (1916 год, Старо-Покровка, Туркестаниский край, Российская империя — 1993 год) — колхозник, Герой Социалистического Труда (1948).

## Биография
Родился в 1916 году в селе Старо-Покровка Туркестанского края. В 1930 году вступил в колхоз «Красное знамя». В 1934 году окончил курсы трактористов и работал бригадиром полеводческой бригады. Участвовал в Великой Отечественной войне.
В 1946 году бригада Ивана Гордеева за 25 дней убрала посевную площадь в размере 270 гектаров, получив по 9 центнеров пшеницы. В 1947 году бригада собрала с 20 гектаров по 31,1 центнера пшеницы и с участка площадью 253 гектара по 13 центнеров пшеницы. За этот доблестный труд он был удостоен в 1948 году звания Героя Социалистического Труда.

## Награды
- Медаль «За доблестный труд в Великой Отечественной войне 1941—1945 гг.»
- Герой Социалистического Труда — Указом Президиума Верховного Совета от 28 марта 1948 года.
- Орден Ленина (1949);
- Медаль «За Отвагу»;
- Медаль «За боевые заслуги»;
- Медаль «За победу над Германией в Великой Отечественной войне 1941—1945 гг.»

## Источник
- Герои Социалистического труда по полеводству Казахской ССР. Алма-Ата. 1950. 412 стр